# UFC: Fight for the Troops 2
UFC: Fight for the Troops 2, também chamado de UFC Fight Night 23, foi um evento de artes marciais mistas do Ultimate Fighting Championship, que aconteceu no dia 22 de janeiro de 2011 no Fort Hood, Texas. O evento foi o terceiro que o UFC realizou em cooperação à base militar americana.

## Bônus da Noite
Os lutadores ganharam U$30,000 de bonificação.
- Luta da Noite:  Yves Edwards vs.  Cody McKenzie
- Nocaute da Noite:  Melvin Guillard
- Finalização da Noite:  Yves Edwards